# Soto-Deshi
Ein Soto-Deshi (jap. 外弟子, dt. „äußerer Schüler“) war ein Schüler eines Budō-Meisters.
Den Soto-Deshi interessierten oftmals vor allem die technischen Aspekte einer Kampfkunst. Ihm ging es oftmals um Ansehen in der Öffentlichkeit und die Demonstration körperlicher Stärke. Im Gegensatz zum Uchi-Deshi (dem „inneren Schüler“), der sich vor allem durch Treue zu seinem Meister auszeichnete, wurde ihm das tiefere Verständnis der Kampfkunst nicht mitgeteilt. 
So passierte es oft, dass ein Soto-Deshi nicht alle Aspekte einer Form (Kata) verstand. Katas wurden dann verändert und vermeintlich „sinnlose“ Bewegungen durch andere ersetzt. Ein Beispiel hierfür ist der chinesische Meister Koshukun, der die Kata Kushanku nach Okinawa brachte. Die kräftigen Einwohner Okinawas verstanden viele Bewegungen nicht und modifizierten die Kata. Koshukuns Uchi-Deshi Yari lehrte als innerer Schüler die Originalversion weiter, während der Soto-Deshi Sakugawa eine veränderte Version der Kata weitergab.